# Pilosella aletschensis
Pilosella aletschensis là một loài thực vật có hoa trong họ Cúc. Loài này được (Zahn) Soják miêu tả khoa học đầu tiên năm 1982.